# Five Miles Out
Albums de Mike Oldfield
QE2
(1980) Crises
(1983)
Singles
1. Five Miles Out
Sortie : 18 février 1982
2. Family Man
Sortie : 28 mai 1982

Five Miles Out est le septième album studio du musicien britannique Mike Oldfield. Il est paru le 19 mars 1982 sur le label Virgin et fut produit par Mike Oldfield.
Oldfield s'entoure d'une bonne équipe de musiciens, tels que Carl Palmer à la caisse claire et Graham Broad à la batterie (qui intégrera plus tard le groupe Bleeding Hearts Band de Roger Waters). On retrouve aussi Morris Pert aux percussions, transfuge de Brand X, ainsi que Paddy Moloney des Chieftains aux uilleann pipes et Maggie Reilly au chant.